# Желабаль, Микаэль
Микаэль Желабаль (фр. Mickaël Gelabale; род. 22 мая 1983 года в Пуент-Нуаре, Гваделупа) — французский профессиональный баскетболист, играющий на позиции лёгкого форварда. Выступает за баскетбольный клуб «Элан Шалон».

## Карьера

### Клубы
Микаэль Желабаль начал профессиональную карьеру в 2001 году во французском клубе «Шоле».
В 2004 году Микаэль переехал в Испанию в «Реал Мадрид».
Летом 2005 года Желабаль был выбран на Драфте НБА Сиэтлом во втором раунде под общем номером 48. Но ещё год продолжал играть за мадридцев. 12 июля 2006 года он подписал контракт с «Сиэтл Суперсоникс» на 2 года.
В марте 2009 года Микаэль перешёл в клуб Лиги развития НБА «Лос-Анджелес Ди-Фендерс». Но в октябре того же года он уехал во Францию в свой первый клуб «Шоле».
В июле 2010 года он подписал контракт о переходе в АСВЕЛ.
В августе 2011 года Желабаль перешёл в бельгийский клуб «Спиру Шарлеруа», но из-за травмы его контракт был отложен на неопределенное время.
В январе 2012 года подписал контракт с подмосковными «Химками» до конца сезона.
В 2012 году выступал за хорватский клуб «Цедевита».
В 2013 году подписал контракт с «Миннесотой Тимбервулвз», рассчитанный на 10 дней.
29 января 2013 года Желабаль подписал второй десятидневный контракт.
8 февраля 2013 года стало известно, что Желабаль останется в составе Миннесоты до конца сезона.
В ноябре 2014 года подписал контракт с клубом «Страсбур». В начале января перешёл в другой французский клуб, «Лимож».

### Сборная
Микаэль Желабаль играет в сборной Франции с 2005 года.

## Статистика

### Статистика в НБА
| Сезон                                                                                    | Команда   | Регулярный сезон | Регулярный сезон | Регулярный сезон | Регулярный сезон | Регулярный сезон | Регулярный сезон | Регулярный сезон | Регулярный сезон | Регулярный сезон | Регулярный сезон | Регулярный сезон | Серия плей-офф | Серия плей-офф | Серия плей-офф | Серия плей-офф | Серия плей-офф | Серия плей-офф | Серия плей-офф | Серия плей-офф | Серия плей-офф | Серия плей-офф | Серия плей-офф |
| Сезон                                                                                    | Команда   | GP               | GS               | MPG              | FG%              | 3P%              | FT%              | RPG              | APG              | SPG              | BPG              | PPG              | GP             | GS             | MPG            | FG%            | 3P%            | FT%            | RPG            | APG            | SPG            | BPG            | PPG            |
| ---------------------------------------------------------------------------------------- | --------- | ---------------- | ---------------- | ---------------- | ---------------- | ---------------- | ---------------- | ---------------- | ---------------- | ---------------- | ---------------- | ---------------- | -------------- | -------------- | -------------- | -------------- | -------------- | -------------- | -------------- | -------------- | -------------- | -------------- | -------------- |
| 2006/07                                                                                  | Сиэтл     | 70               | 14               | 17,7             | 46,2             | 23,4             | 80,5             | 2,5              | 0,8              | 0,3              | 0,3              | 4,6              | Не участвовал  | Не участвовал  | Не участвовал  | Не участвовал  | Не участвовал  | Не участвовал  | Не участвовал  | Не участвовал  | Не участвовал  | Не участвовал  | Не участвовал  |
| 2007/08                                                                                  | Сиэтл     | 39               | 0                | 11,9             | 43,9             | 43,2             | 77,8             | 1,5              | 0,8              | 0,3              | 0,2              | 4,3              | Не участвовал  | Не участвовал  | Не участвовал  | Не участвовал  | Не участвовал  | Не участвовал  | Не участвовал  | Не участвовал  | Не участвовал  | Не участвовал  | Не участвовал  |
| 2012/13                                                                                  | Миннесота | 36               | 13               | 17,9             | 51,8             | 30,8             | 87,5             | 2,8              | 0,7              | 0,4              | 0,1              | 5,0              | Не участвовал  | Не участвовал  | Не участвовал  | Не участвовал  | Не участвовал  | Не участвовал  | Не участвовал  | Не участвовал  | Не участвовал  | Не участвовал  | Не участвовал  |
|                                                                                          | Всего     | 145              | 27               | 16,2             | 47,0             | 31,6             | 81,5             | 2,3              | 0,8              | 0,3              | 0,2              | 4,6              | Не участвовал  | Не участвовал  | Не участвовал  | Не участвовал  | Не участвовал  | Не участвовал  | Не участвовал  | Не участвовал  | Не участвовал  | Не участвовал  | Не участвовал  |
| Наведите курсор мыши на аббревиатуры в заголовке таблицы, чтобы прочесть их расшифровку. |           |                  |                  |                  |                  |                  |                  |                  |                  |                  |                  |                  |                |                |                |                |                |                |                |                |                |                |                |

### Статистика в Д-Лиге
| Сезон                                                                                    | Команда                 | Регулярный сезон | Регулярный сезон | Регулярный сезон | Регулярный сезон | Регулярный сезон | Регулярный сезон | Регулярный сезон | Регулярный сезон | Регулярный сезон | Регулярный сезон | Регулярный сезон | Серия плей-офф | Серия плей-офф | Серия плей-офф | Серия плей-офф | Серия плей-офф | Серия плей-офф | Серия плей-офф | Серия плей-офф | Серия плей-офф | Серия плей-офф | Серия плей-офф |
| Сезон                                                                                    | Команда                 | GP               | GS               | MPG              | FG%              | 3P%              | FT%              | RPG              | APG              | SPG              | BPG              | PPG              | GP             | GS             | MPG            | FG%            | 3P%            | FT%            | RPG            | APG            | SPG            | BPG            | PPG            |
| ---------------------------------------------------------------------------------------- | ----------------------- | ---------------- | ---------------- | ---------------- | ---------------- | ---------------- | ---------------- | ---------------- | ---------------- | ---------------- | ---------------- | ---------------- | -------------- | -------------- | -------------- | -------------- | -------------- | -------------- | -------------- | -------------- | -------------- | -------------- | -------------- |
| 2007/08                                                                                  | Айдахо Стэмпид          | 6                | 1                | 32,5             | 59,7             | 35,0             | 77,8             | 4,3              | 2,3              | 1,0              | 0,7              | 17,8             | Не участвовал  | Не участвовал  | Не участвовал  | Не участвовал  | Не участвовал  | Не участвовал  | Не участвовал  | Не участвовал  | Не участвовал  | Не участвовал  | Не участвовал  |
| 2008/09                                                                                  | Лос-Анджелес Ди-Фендерс | 6                | 0                | 31,2             | 50,0             | 42,1             | 83,3             | 4,3              | 1,7              | 1,0              | 0,2              | 16,0             | Не участвовал  | Не участвовал  | Не участвовал  | Не участвовал  | Не участвовал  | Не участвовал  | Не участвовал  | Не участвовал  | Не участвовал  | Не участвовал  | Не участвовал  |
|                                                                                          | Всего                   | 12               | 1                | 31,8             | 54,7             | 38,5             | 80,0             | 4,3              | 2,0              | 1,0              | 0,4              | 16,9             | Не участвовал  | Не участвовал  | Не участвовал  | Не участвовал  | Не участвовал  | Не участвовал  | Не участвовал  | Не участвовал  | Не участвовал  | Не участвовал  | Не участвовал  |
| Наведите курсор мыши на аббревиатуры в заголовке таблицы, чтобы прочесть их расшифровку. |                         |                  |                  |                  |                  |                  |                  |                  |                  |                  |                  |                  |                |                |                |                |                |                |                |                |                |                |                |